# Teichlboden
Teichlboden este o arie protejată (arie specială de conservare — SAC, sit de importanță comunitară — SCI) din Austria întinsă pe o suprafață de 1,66 ha, integral pe uscat.

## Localizare
Centrul sitului Teichlboden este situat la coordonatele 47°39′01″N 14°17′31″E / 47.6502°N 14.2919°E.

## Înființare
Situl Teichlboden a fost declarat sit de importanță comunitară în decembrie 2015 pentru a proteja 1 specie de plante. Situl a fost protejat și ca arie specială de conservare în august 2019.

## Biodiversitate
Situată în ecoregiunea alpină, aria protejată conține 3 habitate naturale: Cursuri de apă de la nivel de câmpie la nivel montan, cu vegetație Ranunculion fluitantis și Callitricho-Batrachion, Mlaștini turboase de tranziție și turbării mișcătoare, Mlaștini alcaline.
La baza desemnării sitului se află o specie protejată de  plante: Hamatocaulis vernicosus.